# HSG Refrath/Hand
Die HSG Refrath/Hand ist die Handball-Spielgemeinschaft der folgenden Vereine aus Bergisch Gladbach:
- TV Refrath
- SV Blau-Weiß Hand
- Turnerschaft Bergisch Gladbach 1879

Durch die Zusammenarbeit dieser drei Vereine ist es der HSG gelungen, den Handballsport in Bergisch Gladbach zu konzentrieren.
Aktuell existieren 5 Herren- und 2 Damenmannschaften sowie zahlreiche Kinder- und Jugendmannschaften.
Die 1. Mannschaft der Herren spielt seit der Saison 2022/2023 in der Handball-Regionalliga Nordrhein. Der Sieger dieser Liga ist berechtigt, in die 3. Bundesliga aufzusteigen.